# Martyrs (film, 2015)
Pour plus de détails, voir Fiche technique et Distribution.
Martyrs est un film américain réalisé par Kevin Goetz et Michael Goetz, sorti en 2015.
Il s'agit du remake du film français Martyrs de Pascal Laugier.

## Synopsis
Enfant, Lucie s'est échappée d'un bâtiment dans lequel elle était retenue captive et était torturée. Elle passe son enfance dans l'orphelinat St. Mary dans lequel elle est en proie à des hallucinations menaçantes. Elle devient très proche d'Anna, une autre enfant de l'orphelinat.
10 ans plus tard, Lucie se rend dans la maison de campagne des Patterson et exécute les quatre membres de la famille, croyant qu'ils ont un lien avec son traumatisme d'enfance. Elle appelle Anna pour qu'elle la rejoigne. 
Alors qu'elle nettoie la scène de crime, Anna découvre un passage au fond d'un placard, menant à un sous-sol caché.

## Fiche technique
- Titre : Martyrs
- Réalisation : Kevin Goetz et Michael Goetz
- Scénario : Pascal Laugier et Mark L. Smith
- Musique : Evan Goldman
- Photographie : Sean O'Dea
- Montage : Jake York
- Production : Jason Blum, Wyck Godfrey et Peter Safran
- Société de production : Blumhouse Productions, The Safran Company et Temple Hill Entertainment
- Société de distribution : 20th Century Fox (États-Unis)
- Pays :  États-Unis
- Genre : Drame, horreur et thriller
- Durée : 86 minutes
- Dates de sortie : 
  -  Espagne : 9 octobre 2015 (Festival international du film de Catalogne)
  -  États-Unis : 22 janvier 2016

## Distribution
- Troian Bellisario : Lucie
- Bailey Noble (en) : Anna
- Kate Burton : Eleanor
- Caitlin Carmichael : Sam
- Melissa Tracy : la créature
- Romy Rosemont : la mère
- Toby Huss : Fenton
- Elyse Cole : Anna jeune
- Ever Prishkulnik : Lucie jeune
- Blake Robbins : le père
- Taylor John Smith : le fils
- Lexi DiBenedetto : la fille
- Ivar Brogger : le prêtre
- Laurence Todd Rosenthal : Dr. Haseem
- Matthew Jaeger : Blaze
- Rob Wood : Dom
- Max Acosta-Rubio : Nic

## Accueil
Le film a reçu un accueil défavorable de la critique. Il obtient un score moyen de 22 % sur Metacritic.